# Kościół Narodzenia Najświętszej Maryi Panny w Motwicy
Kościół Narodzenia Najświętszej Maryi Panny – rzymskokatolicki kościół w Motwicy, wzniesiony jako cerkiew unicka, następnie prawosławna.

## Historia

### Pierwsza cerkiew w Motwicy
Prawdopodobnie pierwsza świątynia unicka w Motwicy została w 1669 ufundowana przez Sapiehów, którzy byli w tym czasie właścicielami miejscowości. Cerkiew ta położona była naprzeciwko obecnie istniejącego kościoła i istniała jeszcze na początku XIX w. Świątynia posiadała zachowaną do dzisiaj późnobarokową dzwonnicę dostawioną w II poł. XVIII w..

### Nowa cerkiew. Kościół
Nową cerkiew unicką ufundował w Motwicy kolejny właściciel wsi, Józef Mierzejewski, w latach 1796-1798. Wskutek likwidacji unickiej chełmskiej w 1875 została ona przemianowana na cerkiew prawosławną. Budynek był dwukrotnie remontowany, w 1888 i 1903, po pożarze. W 1918 obiekt został przejęty przez Kościół rzymskokatolicki i powtórnie poświęcony przez kapelana wojsk niemieckich. Parafię łacińską w Motwicy erygował w roku następnym biskup siedlecki Henryk Przeździecki. W 1935 i 1952 budynek był przebudowywany.
W sąsiedztwie świątyni znajdował się pierwotnie cmentarz katolicki obojga obrządków. Obok budynku przetrwały ponadto dwa nagrobki proboszczów miejscowej parafii – prawosławnego i rzymskokatolickiego.

## Architektura

### Kościół
Dawna cerkiew w Motwicy jest budowlą ceglaną, tynkowaną i częściowo boniowaną, zwróconą prezbiterium na południe. Posiada jedną prostokątną nawę, prezbiterium natomiast jest krótkie i półkoliście zamknięte, przylegają do niego zakrystia oraz skarbiec z położoną nad nim lożą kolatorską. Przedsionek świątyni wbudowany jest w masyw fasady. Od północy w kościele znajduje się chór muzyczny, z którym łączą się boczne empory. Elewacje budynku położone są na niskim cokole, a fasady boczne podzielone na dwie kondygnacje gzymsem opaskowym. Elewacja frontowa jest natomiast trójdzielna. Jej środkowa część została ukształtowana w formę łuku triumfalnego z bocznymi ryzalitami, wieńczy ją trójkątny szczyt. Na osi budynku znajduje się głęboka arkadowa wnęka o profilowanej archiwolcie z parą półkolumn toskańskich i identyczną parą pilastrów. Okna w kościele zamknięte są łukami segmentowymi, znajdują się w górnej kondygnacji ścian budynku. Prezbiterium kryte jest konchą z lunetami, zaś w nawie znajduje się strop z fasetą. Nad nawą i szczytem elewacji znajdują się dachy dwuspadowe.

### Dzwonnica
Dzwonnica kościelna jest budowlą murowaną z cegły, otynkowaną, z zaokrąglonymi ściankami bocznymi i trzema arkadami. Elewacje obiektu rozczłonkowane są lizenami i zwieńczone profilowanym gzymsem. Całość wieńczy czterospadowy daszek.